# Rupi di Taormina e Monte Veneretta
Rupi di Taormina e Monte Veneretta este o arie protejată (arie specială de conservare — SAC, sit de importanță comunitară — SCI) din Italia întinsă pe o suprafață de 608 ha, integral pe uscat.

## Localizare
Centrul sitului Rupi di Taormina e Monte Veneretta este situat la coordonatele 37°51′50″N 15°15′48″E / 37.863889°N 15.263333°E.

## Înființare
Situl Rupi di Taormina e Monte Veneretta a fost declarat sit de importanță comunitară în septembrie 1995 pentru a proteja 1 specie de plante și 4 specii de animale. Situl a fost protejat și ca arie specială de conservare în decembrie 2015.

## Biodiversitate
Situată în ecoregiunea mediteraneană, aria protejată conține 10 habitate naturale: Galerii și tufărișuri riverane sudice (Nerio-Tamaricetea și Securinegion tinctoriae), Pante stâncoase calcaroase cu vegetație casmofită, Păduri de Platanus orientalis și Liquidambar orientalis (Platanion orientalis), Galerii de Salix alba și de Populus alba, Tufărișuri termo-mediteraneene și de pre-deșert, Pseudostepă cu ierburi și specii anuale de Thero-Brachypodietea, Râuri mediteraneene cu debit intermitent, cu specii de Paspalo-Agrostidion, Păduri de stejar alb estice, Păduri de Quercus ilex și Quercus rotundifolia, Izvoare petrifiante cu formare de travertin (Cratoneurion).
La baza desemnării sitului se află mai multe specii protejate:
- plante (1): Dianthus rupicola
- păsări (4): Alectoris graeca whitakeri, șoim călător (Falco peregrinus), gaia neagră (Milvus migrans), viespar (Pernis apivorus)

Pe lângă speciile protejate, pe teritoriul sitului au mai fost identificate 27 de specii de plante, 1 specie de păsări, 1 specie de amfibieni, 1 specie de mamifere, 89 de specii de nevertebrate, 5 specii de reptile.